# Clark Accord
Clark Bertram Accord (Paramaribo, 6 maart 1961 – Amsterdam, 11 mei 2011) was een Nederlandse visagist en schrijver van Surinaamse afkomst.

## Levensloop
Accord werd geboren in Suriname, in een gezin van acht kinderen dat hij op zijn zeventiende verliet. Kerkelijk behoorde de familie tot de Evangelische Broedergemeente Suriname. Nadat hij voor de middelbare school was geslaagd, vertrok hij voor zijn vervolgopleiding naar Amsterdam, waar twee van zijn zussen waren gaan wonen. Zonder dat het vooraf de bedoeling was geweest, draaide het bezoek ook voor hem uit op een permanent verblijf. Na een opleiding verpleegkunde volgde hij de opleiding tot visagist, een vak waarin hij - ook op internationaal niveau - erg succesvol werd. Hij woonde jarenlang in Wenen, maar keerde naar Amsterdam terug waar hij de rest van zijn leven bleef wonen en werken.
In 2000 richtte Accord de Stichting Wilhelmina Rijburg op vernoemd naar Wilhelmina Rijburg, alias Maxi Linder (1902-1981), die de hoofdpersoon was in zijn debuutroman De koningin van Paramaribo. De stichting zette een duurzaam maaltijdenproject in Suriname op, vergelijkbaar met het Nederlands Tafeltje-dek-je.
In 2010 richtte Accord met Anousha Nzume, met wie hij goed bevriend was, Stichting Sunshiptree op, "een productiehuis dat staat voor de Nieuwe (multiculturele) Nederlander met diversiteit als inspiratiebron". Sunshiptree biedt projecten en producten aan voor een groot en divers publiek via film, televisie, theater en alle andere media.
Op 7 mei 2011 werd bekend gemaakt dat Accord maag- en darmkanker had. Hij overleed twee dagen later aan de ziekte in het Amsterdamse Onze Lieve Vrouwe Gasthuis, op 50-jarige leeftijd.

## Literair werk
In 1999 verscheen Accords debuutroman De koningin van Paramaribo, over Wilhelmina Rijburg (1902-1981), de bekende prostituee die bekend was onder de naam Maxi Linder. Het boek werd een bestseller met een eenendertigste druk en meer dan 120.000 verkochte exemplaren, en werd onder andere vertaald in het Duits, Spaans en Fins.
Op verzoek van Theater Cosmic schreef Accord in 2000 op basis van de roman de theatermonoloog De koningin van Paramaribo - De gevallen vrouw bestaat niet. Het stuk werd geregisseerd door PvdA-politicus John Leerdam met Helen Kamperveen als Maxi Linder. De monoloog is in 2010 bewerkt tot muziektheatervoorstelling waarvoor Accord opnieuw de tekst schreef. De artistieke leiding en liedteksten waren in handen van Anousha Nzume, Inna van den Hogen was de regisseur. Het stuk ging in première in januari 2011. Het werd honderd keer opgevoerd in diverse theaters in Nederland. Op 7 mei 2011 was de laatste opvoering. Accord heeft zelf geen enkele opvoering kunnen bijwonen.
In 2003 verscheen Met eigen ogen, een verzameling verhalen over de slavernij, door Accord geredigeerd in samenwerking met Nina Jurna, in opdracht van het Koninklijk Instituut voor de Tropen. Zijn tweede roman Tussen Apoera en Oreala verscheen in 2005 en geeft een liefdesgeschiedenis in de regenwouden van Suriname. In hetzelfde jaar verscheen de bundel Shirley in Allochtonie, een verzameling van zijn columns gepubliceerd in Het Parool. Zijn derde roman Bingo! kwam uit in 2007 en is een verhaal met een gokverslaafde Surinaamse vrouw als onderwerp.
Naast boeken schreef Accord columns en artikelen voor tijdschriften en kranten, waaronder Het Parool, Trouw, Elsevier, Man, Elle en Marie Claire.  Het literaire werk van Accord werd aanvankelijk gepubliceerd door Vassallucci, later door Nijgh & Van Ditmar.

## Onderscheidingen
In 2007 ontving hij de 'Bronzen Stier Award' in de categorie 'Kunst en Cultuur', uitgereikt aan mensen van Surinaamse, Arubaanse en Antilliaanse afkomst door de Stichting Damsko.
Op zaterdag 7 mei 2011 werd Clark Accord door de Surinaamse ambassadeur in Nederland, namens de President van Suriname, onderscheiden met de Ere-Orde van de Gele Ster, een hoge onderscheiding voor verdiensten voor Suriname. Tegelijk werd bekend dat Accord ernstig ziek was. De onderscheiding werd hem dan ook in het ziekenhuis opgespeld. Het lintje werd in Suriname uitgereikt aan Accords broer, die het naar Nederland bracht.
Bij deze onderscheiding bleef het niet. Twee dagen later, op maandag 9 mei 2011, speldde de Amsterdamse wethouder Carolien Gehrels Accord het Ereteken van Verdienste van de stad Amsterdam op, een onderscheiding voor mensen die zich minstens vijfentwintig jaar lang onbetaald hebben ingezet voor een Amsterdamse vereniging of stichting. In 2019 wijdde de Iconenkalender van NAKS een maand aan Clark Accord.

## Gepubliceerd werk
| Jaar | Titel                                                               | Type publicatie           | Notitie |
| ---- | ------------------------------------------------------------------- | ------------------------- | --- |
| 1999 | De koningin van Paramaribo                                          | roman                     | Vertalingen: - Königin der Huren (Duits, vertaling door Stefanie Schäfer, 2000, heruitgegeven in 2002 met als titel Die Königin von Surinam) - Paramaribon kuningatar: Maxi Linderin kronikka (Fins, vertaling door Lili Ahonen, 2000) - La reina de Paramaribo (Spaans, vertaling door Luis Ogg, 2001) |
| 2000 | De koningin van Paramaribo. De gevallen vrouw bestaat niet          | theatermonoloog           | |
| 2003 | Met eigen ogen - een hedendaagse kijk op de Surinaamse slavernij    | non-fictie                | Met Nina Jurna, op basis van interviews |
| 2005 | Tussen Apoera en Oreala - een liefdesgeschiedenis in de regenwouden | roman                     | Genomineerd voor de Gouden Doerian |
| 2005 | Shirley in Allochtonië                                              | columns                   | |
| 2007 | Bingo!                                                              | roman                     | |
| 2010 | De Koningin van Paramaribo                                          | muziektheatervoorstelling | Samen met Anousha Nzume |
| 2010 | Una casa particular                                                 | verhaal                   | In de verhalenbundel Voor mij ben je hier; verhalen van de jongste generatie Surinaamse schrijvers, samengesteld en geredigeerd door Michiel van Kempen, uitgebracht door Meulenhoff, Amsterdam. Pagina 75-85.                                                                                          |
| 2011 | Plantage d'Amour                                                    | roman                     | Postuum gepubliceerd in oktober 2011 |